# Gran bòlid diürn del 1972

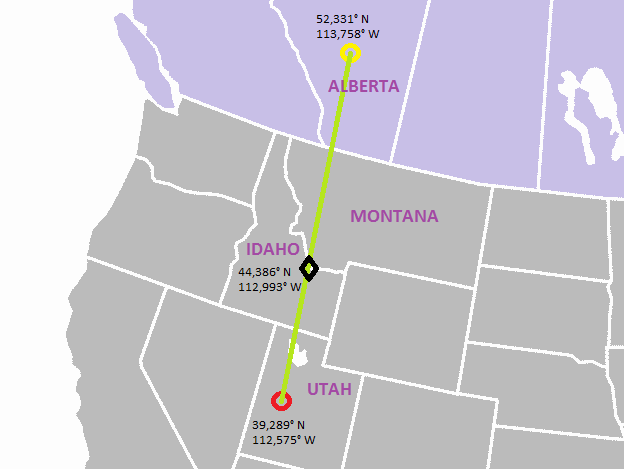
Trajectòria del bòlid. En vermell el punt d'entrada a l'atmosfera i en groc el punt de sortida. En negre el perigeu.

 El gran bòlid diürn del 1972 (anglès: 1972 Great Daylight Fireball) fou un bòlid rasant que el 10 d'agost del 1972 travessà l'atmosfera terrestre i arribà a aproximadament 57 km per sobre de la superfície del planeta abans de tornar a l'espai exterior.

## Esdeveniment
El bòlid aparegué al cel de Utah (Estats Units) a les 14.29 hora local (20.20 UTC), movent-se de sud a nord a una velocitat de 15 km/s. Restà visible durant 101 segons abans d'abandonar l'atmosfera a sobre d'Alberta (Canadà). El seu deixant restà visible durant uns minuts. Alguns testimonis sentiren un doble bang sònic associat al pas del bòlid. Assolí el perigeu per sobre de les muntanyes Rocoses, prop de la localitat de Nicholia (Idaho), a les coordenades 44,386°N 112,993°O.
L'esdeveniment, a més de ser capturat en vídeos i fotografies, fou el primer meteoroide observat per instruments científics i militars en òrbita. Inicialment es cregué que podia ser un objecte artificial fora de control (una sonda del projecte Cosmos o una resta de les missions Apollo), però la seva alta velocitat d'impacte amb l'atmosfera feu que ràpidament es descartés aquesta hipòtesi.
Les dades obtingudes permeten estimar-ne les dimensions en entre 3 i 14 metres depenent de si era un objecte de tipus asteroidal (format per material rocós) o cometari (format per materials glaçats més lleugers). Es creu que la fricció soferta durant el seu pas per l'atmosfera li feu perdre com a mínim un terç de la seva massa. La velocitat de sortida fou mesurada en 14,2 km/s. Els seus paràmetres orbitals també quedaren afectats significativament pel contacte amb l'atmosfera: la inclinació orbital passà de 15 ° a 7 °, el semieix major d'1,66 a 1,47 ua i l'excentricitat de 0,39 a 0,36.
El 1994 es plantejà la possibilitat d'un retorn a la proximitat de la Terra el 1997, però arribat el moment no fou detectat.

## Impacte cultural
El bòlid del 1972 és esmentat al prefaci de The Hammer of God, novel·la d'Arthur C. Clarke publicada el 1993, i apareix a la pel·lícula Without Warning, produïda el 1994 per CBS.